# Vladimír Kinder
Vladimír Kinder (* 14. března 1969 Bratislava) je bývalý slovenský fotbalista, obránce, reprezentant Československa i Slovenska.
Roku 1994 vyhrál anketu Fotbalista roku o nejlepšího slovenského fotbalistu.

## Klubová kariéra
V československé, české a slovenské lize odehrál 260 utkání a vstřelil 35 gólů. Hrál za ŠK Slovan Bratislava (1990–1997), Middlesbrough FC (1997-2000), FK Drnovice (2000–2001) a Artmedii Petržalka (2001–2003). Se Slovanem získal roku 1992 titul mistra Československa a třikrát titul mistra Slovenska (1994, 1995, 1996). Byl historicky prvním Slovákem v nejvyšší anglické soutěži Premier League, v Middlesbrough odehrál v první a druhé lize 37 utkání a vstřelil 5 branek.

## Reprezentační kariéra
Za československou reprezentaci odehrál roku 1993 jedno utkání (zápas kvalifikace na mistrovství světa 1994 proti Faerským ostrovům), samostatné Slovensko reprezentoval 38× (vsítil 1 gól v přátelském zápase s Chorvatskem).

### Reprezentační zápasy a góly
Zápasy Vladimíra Kindera v A-mužstvu Slovenska 
| Rok    | Zápasy | Góly |
| ------ | ------ | ---- |
| 1994   | 10     | 1    |
| 1995   | 8      | 0    |
| 1996   | 6      | 0    |
| 1997   | 6      | 0    |
| 1998   | 7      | 0    |
| 1999   | 0      | 0    |
| 2000   | 0      | 0    |
| 2001   | 1      | 0    |
| Celkem | 38     | 1    |

Góly Vladimíra Kindera v A-mužstvu slovenské reprezentace
| Gól | Datum       | Stadion               | Soupeř     | Skóre (min.) | Výsledek | Soutěž           |
| --- | ----------- | --------------------- | ---------- | ------------ | -------- | ---------------- |
| 010 | 20. 4. 1994 | Bratislava, Slovensko | Chorvatsko | 03:1 0(68.)  | 4:1      | přátelské utkání |